# Mills E. Godwin
Mills Edwin Godwin, Jr., född 19 november 1914 i Chuckatuck (numera stadsdel i Suffolk), Virginia, död 30 januari 1999, var en amerikansk politiker. Han var guvernör i delstaten Virginia 1966–1970 och 1974–1978, första gången som demokrat, andra gången som republikan.

## Politisk karriär
Godwin tjänstgjorde som Virginias viceguvernör 1962–1966. Därefter efterträdde han Albertis Harrison som Virginias guvernör, i vilket ämbete han 1970 efterträddes av Linwood Holton. Under Holtons tid som guvernör innehade republikanerna guvernörsämbetet för första gången sedan rekonstruktionstiden. Det var guvernör Holton som år 1973 övertalade Godwin att byta parti till republikanerna, vilka lyckades behålla guvernörsämbetet tack vare Godwins partibyte och framgångsrika kampanj i guvernörsvalet 1973. Godwin efterträdde Holton som guvernör år 1974; många konservativa demokrater i Virginia följde hans exempel och bytte parti. Under tiden hade demokraterna i Virginia blivit mera liberala än vad de hade varit på 1960-talet. Många av de konservativa demokraterna missnöjda med sitt gamla parti, även Godwin, hade sin bakgrund i den politiska organisationen som hade byggts av Harry F. Byrd, en betydande politisk boss. Godwins viceguvernör John N. Dalton var en centristisk republikan; tillsammans stod de för en allians bestående av före detta konservativa demokrater och mera moderata republikaner. Under en kort tid hade republikanerna i Virginia blivit ett maktparti efter att länge ha varit tämligen obetydliga. År 1978 efterträdde Dalton Godwin som guvernör.

## Familj och privatliv
Godwin träffade Katherine Thomas Beale i slutet av 1930-talet och ingick äktenskap med henne i början av 1940-talet. Äktenskapet varade i 58 år fram till Mills Godwins död år 1999. Parets adoptivdotter Becky dödades år 1968 av blixten i Virginia Beach.